# Notiobia mexicana
Notiobia mexicana är en skalbaggsart som beskrevs av Pierre François Marie Auguste Dejean. Notiobia mexicana ingår i släktet Notiobia och familjen jordlöpare. Inga underarter finns listade i Catalogue of Life.